# Osric (roi des Hwicce)
Pour les articles homonymes, voir Osric.
Osric est un souverain du peuple anglo-saxon des Hwicce dans les années 670-680. Il est étroitement lié à la ville de Gloucester.

## Biographie
La lignée des rois des Hwicce n'est connue que de manière parcellaire et les liens de parenté entre les différents rois obscurs. Osric pourrait être le fils d'Eanhere, un roi actif dans les années 660, et le frère d'Oshere, actif dans les années 690. Il est désigné comme roi par Bède, qui affirme qu'il accueille dans sa province l'évêque Oftfor à son retour de Rome.
Il est également désigné comme tel dans une charte, datée de 675-676, par laquelle il donne à une abbesse nommée Bertana cent manentes de terre à Bath afin d'y construire un monastère. Ce texte, connu par une copie du XIIe siècle, est douteux (l'indiction est fausse), mais, bien qu'interpolé et remanié, il paraît reposer sur un fond véridique. La charte est cosignée par le roi de Mercie Æthelred et six évêques, parmi lesquels Théodore et Wilfrid, apparaissent comme témoins de la donation. Néanmoins, la liste des signataires paraît avoir été retouchée.
Dans une autre charte problématique qui aurait été donnée à Chelsea, peut-être en 679, le roi Æthelred donne des terres à Osric et à son frère Oswald, qui y sont simplement désignés comme ministri (serviteurs) du roi. Oswald reçoit 300 hides à Pershore (Worcestershire) et Osric autant à Gloucester à condition d'y bâtir un monastère. Ce texte conservé dans les archives de la cathédrale de Gloucester, dans une rédaction qui peut remonter au IXe siècle et apparemment destinée à la compilation d'un livre des fondations de cette église, met en évidence les liens sûrement étroits entre Osric et Gloucester.
La tradition locale veut en effet qu'Osric soit le fondateur de l'abbaye mixte de Saint-Pierre à Gloucester et qu'il y ait établi comme première abbesse sa sœur Cyneburh. Cependant, la tradition hagiographique anglaise est embrouillée par une confusion avec un autre Osric, roi du Deira en 633-634. Cette Cyneburh serait alors la fille d'une autre Cyneburh, fondatrice de l'abbaye de Castor. À Gloucester même, la figure de l'abbesse s'est rapidement encombrée de légendes locales. Quoi qu'il en soit, Osric est mort à Gloucester, ou du moins y a-t-il été inhumé. À une date indéterminée, ses restes ont été transférés à la cathédrale où son tombeau se trouve encore.